# Endasys xanthopyrrhus
Endasys xanthopyrrhus är en stekelart som beskrevs av Luhman 1990. Endasys xanthopyrrhus ingår i släktet Endasys och familjen brokparasitsteklar. Inga underarter finns listade i Catalogue of Life.